# SuperKitties
SuperKitties è una serie animata statunitense del 2023 prodotta dalla Sony Pictures Television Kids and Disney Jr.. La serie è stata creata da 	Paula Rosenthal e viene trasmessa sul canale statunitense Disney Jr. dal 11 gennaio 2023, In Italia è distribuita dal 2023 su Disney+ e in chiaro dal 2025 su Frisbee.

## Episodi
| Stagione         | Episodi | Prima TV USA | Prima TV Italia |
| ---------------- | ------- | ------------ | --------------- |
| Prima stagione   | 26      | 2023-2024    | 2023-2024       |
| Seconda stagione | 30      | 2024-2025    | 2024-2025       |
| Terza stagione   | 30      | 2025-2026    | 2025-2026       |